# Livramento (Paraíba)
Livramento is een gemeente in de Braziliaanse deelstaat Paraíba. De gemeente telt 7.330 inwoners (schatting 2009).
De gemeente grenst aan Desterro, Taperoá, São José dos Cordeiros en São Vicente.